# タマル (グルジア女王)
タマル・バグラティオニ（თამარი, Tamar Bagrationi, 1160年? - 1213年、在位：1184年 - 1213年）は、バグラティオニ朝グルジア王国の女王。名はタマラ、タマーラとも記される。グルジア王国の最盛期を現出した。セルジューク朝を駆逐して領土を拡大し、グルジア王国の版図を南カフカース全域にまで広げた。また、トレビゾンド帝国の建国（1204年）を助けた。ジョージアを自らの権限で統治した最初の女性としての彼女の地位は、中世ジョージアの資料でタマルに与えられたメペ（「王」）という称号によって強調されている。

## 人物・略歴
父ギオルギ3世（在位：1156年 - 1184年）より1178年に共同統治者に任命される。1184年にギオルギ3世が死んだ後、単独でグルジア史上初めての女王となる。最初の夫、ロシア人アンドレイ・ボゴリュブスキー大公の息子ユーリー（ギオルギ）とのあいだには子がなく、離縁した後、1189年に結婚した次の夫、オセット人ダヴィト・ソスランとのあいだに息子ギオルギ（後のギオルギ4世、在位：1212年 - 1223年）と娘ルスダン（後の女王、在位：1223年 - 1245年）をもうけた。
死後、正教会によって聖人に列されている。現在流通している50ラリ紙幣には彼女の肖像画が描かれている。

## 内政と文化
タマル女王の治世下、グルジアの封建領主達が立法権の委譲を要求した。交渉の後、女王には立法権と行政権が残されたが、国事行為は封建領主からなる会議（ダルバジ）と協議して解決されることとなった。封建領主の勢力拡大は住民の不満を引き起こし、反乱が頻発したが、女王はこれを鎮圧した。
タマルの時代はグルジア文化の黄金期でもあった。ショタ・ルスタヴェリの残した有名な長編叙事詩『豹皮の騎士』はタマルに捧げられたものである。

## 軍事・外交

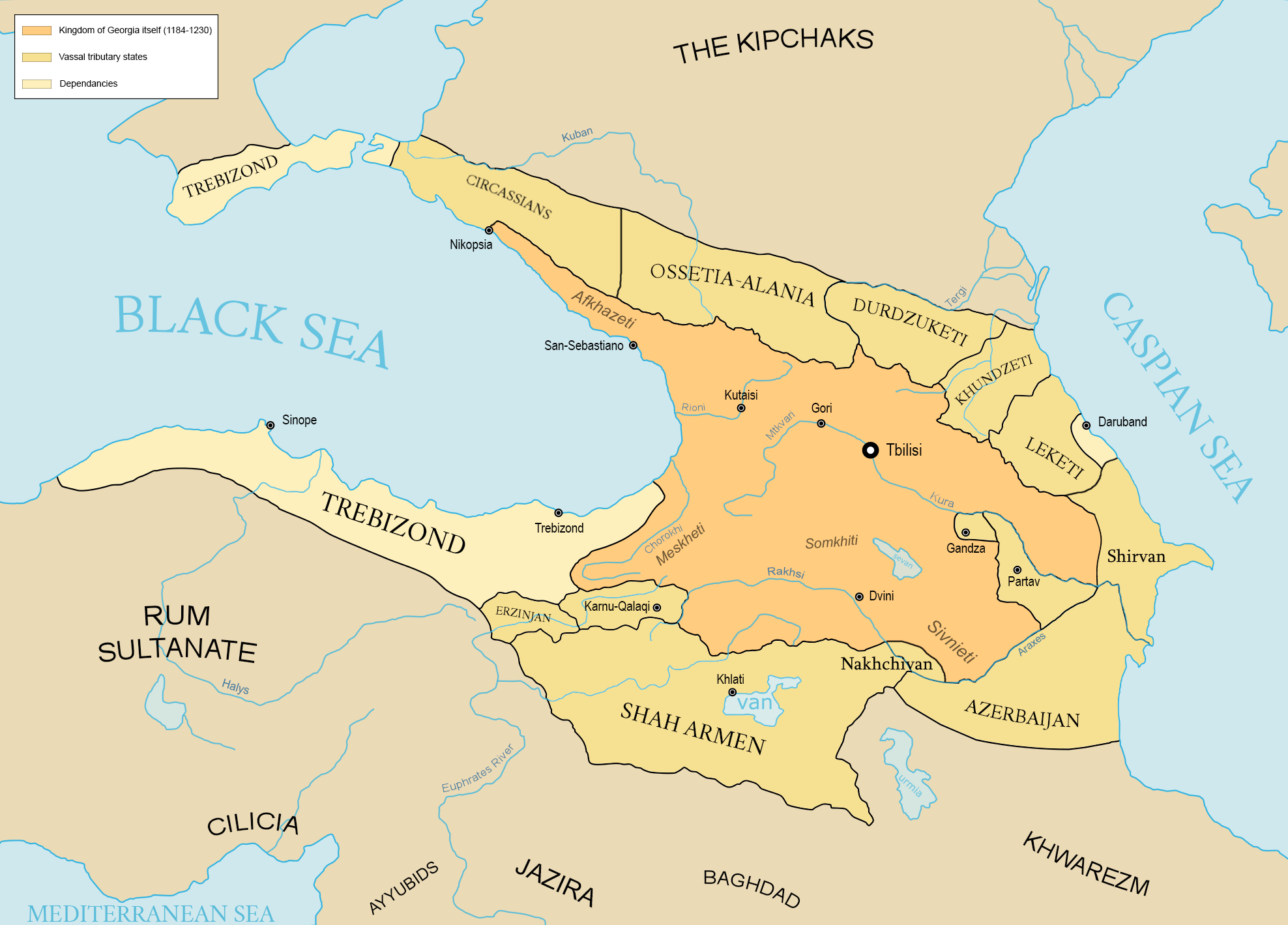
タマル女王時代のグルジア王国

1194年、シャンホルにおいてアゼルバイジャンのアブベクルを破り、1202年、バシアニにおいてルクナディーンを破り、1204年にはカルスを占領し、グルジア王国の版図を南カフカース全域にまで広げた。
1204年、イタリアのヴェネチア商人の策謀によって第4回十字軍がコンスタンティノープルを占領し、東ローマ帝国が没落した際には、タマルは皇帝一族が現トルコ領内に建てた亡命政権トレビゾンド帝国の建国を援助している。
タマル女王時代は、その領域がカスピ海沿岸のアゼルバイジャンからチェルケシア、トルコ領エルズルムからガンザ（キロババート）にまで広がる、汎カフカス帝国をかたちづくり、トレビゾンドおよびシルワンがその同盟国ないし藩属国であった。

## 死と埋葬

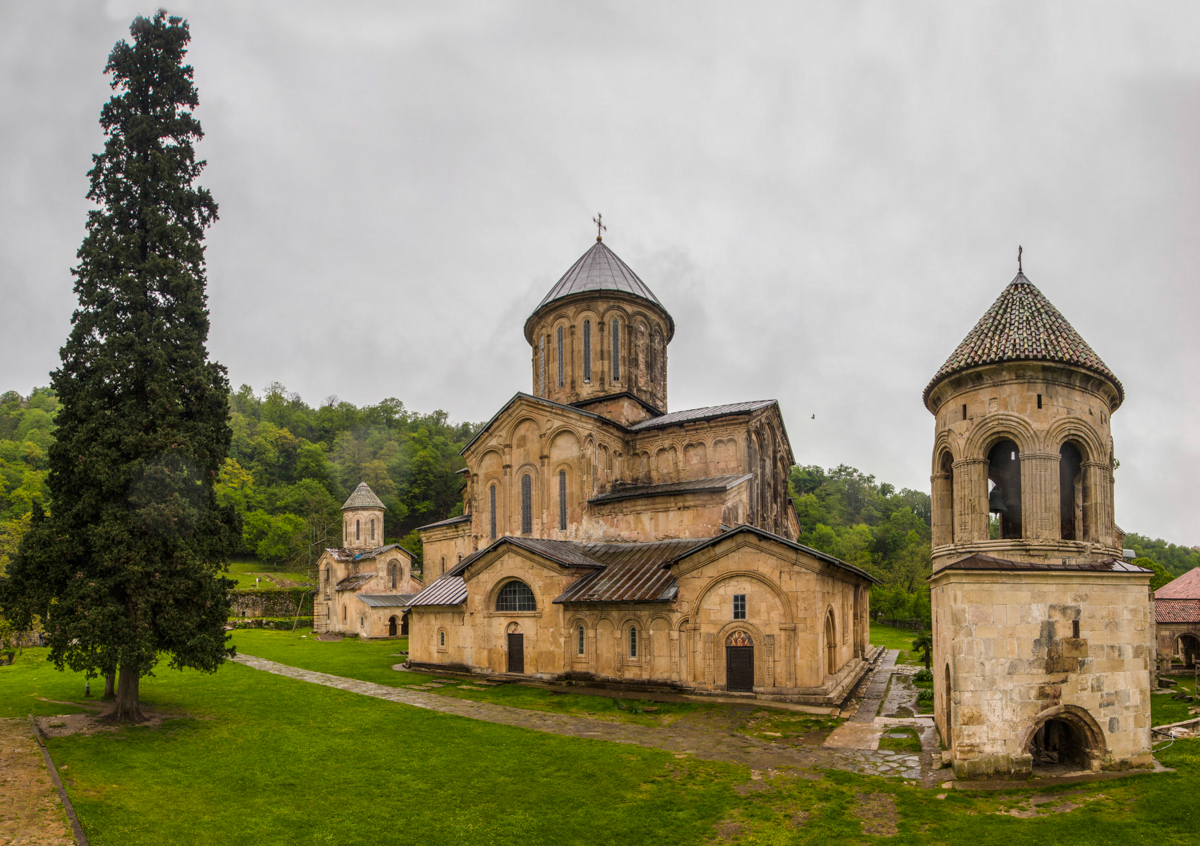
ゲラティ修道院, 国際連合教育科学文化機関 世界遺産、タマル女王の埋葬地と推定されている。

タマルは夫君より長生きした。ダヴィド・ソスランは首都トビリシからそう遠くないところで「破滅的な病気」で亡くなった。タマルの歴史家によれば、王妃はゴリ近くのナハルマゲヴィ城で大臣たちと国事について話し合っている最中に突然倒れたという、彼女の記録によれば、この病気は長年の軍事作戦が彼女の体に与えた負担によるものだという。彼女はトビリシに移送され、その後近くのアガラニ彼女は城に移送された、そこでタマルは亡くなり、臣民に悼まれました。
後世になって、タマルの埋葬場所について多くの伝説が生まれた。そのひとつは、タマルは敵に墓を汚されないように、ゲラティ修道院の秘密の壁龕に埋葬されたというものである。別の説では、タマルの遺骸は人里離れた場所、おそらく聖地に埋葬されたという。13世紀初頭、パレスチナでブザンソン司教に宛てたフランスの騎士の手紙には、ジョージア王が大軍を率いてエルサレムへ向かっており、すでにサラセン人の多くの都市を征服したと聞いたと記されている。その手紙によると、王は母である「有力な王妃タマル」の遺骸を携えていたという彼女は生前聖地への巡礼を行うことができず、遺体を聖墳墓教会の近くに埋葬するよう遺贈した。

### 中世の

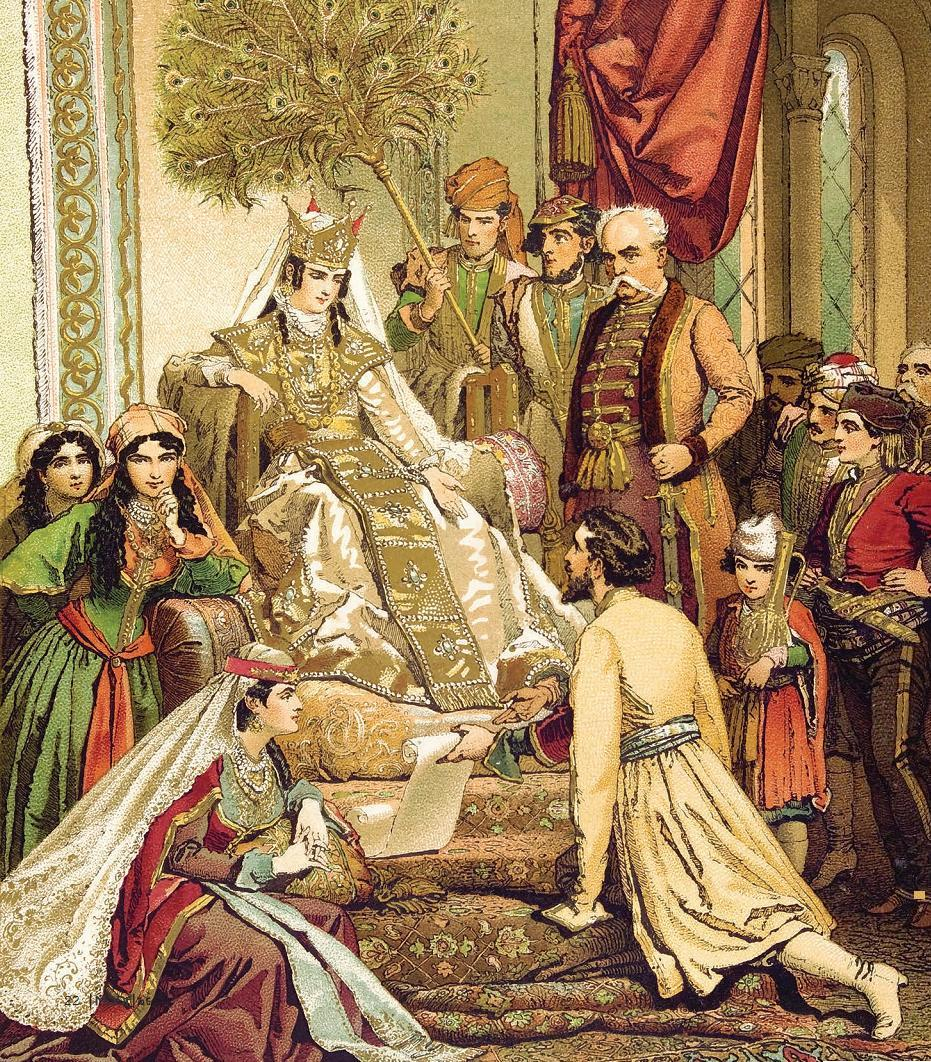
ハンガリーの画家マイケル・ジシー（1880年代）の作品『Shota Rustaveli Presents his poem to Queen Tamar』。

何世紀にもわたり、タマル女王はジョージアの歴史において重要な人物として君臨してきました。彼女の治世を「黄金時代」と位置づける動きは、その治世そのものから始まり、タマル女王は時代の中心人物となりました。ショタ・ルスタヴェリを含む中世ジョージアの詩人たちは、タマルが作品のインスピレーションになったと主張しています。
タマルは時折軍隊に同行し、いくつかの作戦を計画したと記されているものの、直接戦闘に参加したことは一度もありません。しかし、彼女の治世における軍事的勝利の記憶は、タマルのもう一つの一般的なイメージ、すなわち模範的な戦士女王というイメージに貢献しました。イヴァン雷帝はタマルの戦いの例を挙げて軍を激励し、彼女を「イベリアで最も賢明な女王であり、男の知性と勇気に恵まれている」と評した。